# Psivka obecná
Psivka obecná (Mutinus caninus) je nejedlá houba z čeledi hadovkovitých.

## Popis
Mladé plodnice mají podobu nepravidelného, podlouhlého, v substrátu částečně ponořeného vejce o velikosti asi 2–4 cm se silným blanitým obalem bělavé barvy. Posléze se obal protrhává a ze zbytku vejce vyrůstá asi 60–120 mm vysoký, válcovitý, dutý třeňovitý útvar nazývaný nosič silně pórovitého až pevně pěnovitého vzezření a bělavé, žlutavé, v horní části pak oranžové barvy. Na vrcholu nosiče je přirostlý útlý kuželovitý klobouk nábojovitého tvaru, sám o sobě světle oranžové barvy, který je ale pokryt olivově zelenou slizovitou vrstvou – teřichem, obsahujícím výtrusy. Teřich slabě, nepříjemně páchne, avšak méně nápadně než v případě hadovky smrduté . Zápachem je na houbu přilákáván hmyz, roznášející výtrusy.

## Výskyt
Roste od května do října v listnatých i jehličnatých lesích bohatých na humus, obvykle na rozkládajícím se dřevě či kolem trouchnivých pařezů . Jedná se o spíše nehojný druh, zařazený do Červeného seznamu hub České republiky jako NT – téměř ohrožený .

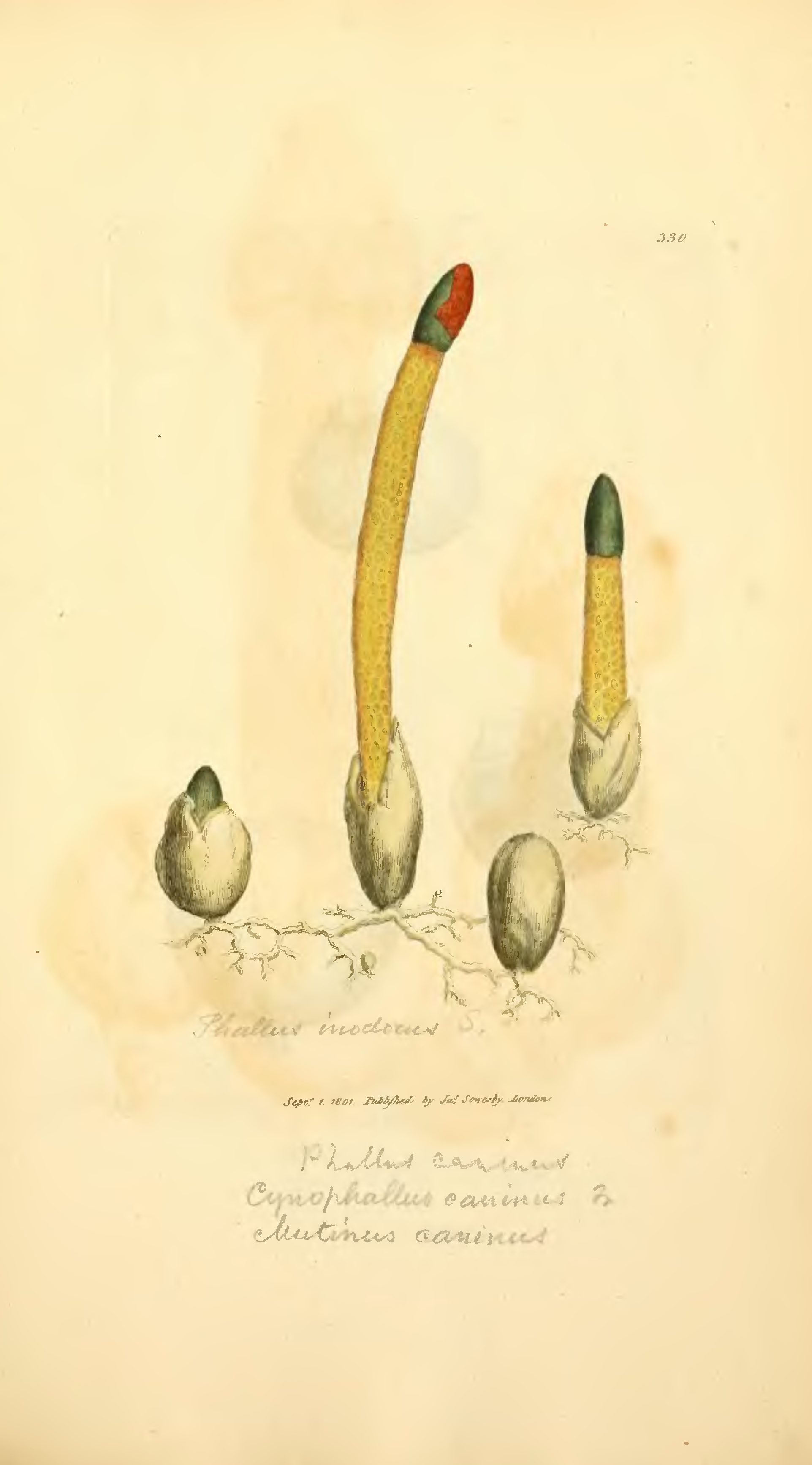
Ilustrace psivky obecné (Mutinus caninus) z publikace Coloured Figures of English Fungi or Mushrooms od Jamese Sowerbyho z roku 1803

## Podobné druhy
- Psivka Ravenelova (Mutinus ravenelii) je podobný druh, lišící se především růžovočervenou až karmínovou barvou nosiče.

## Galerie

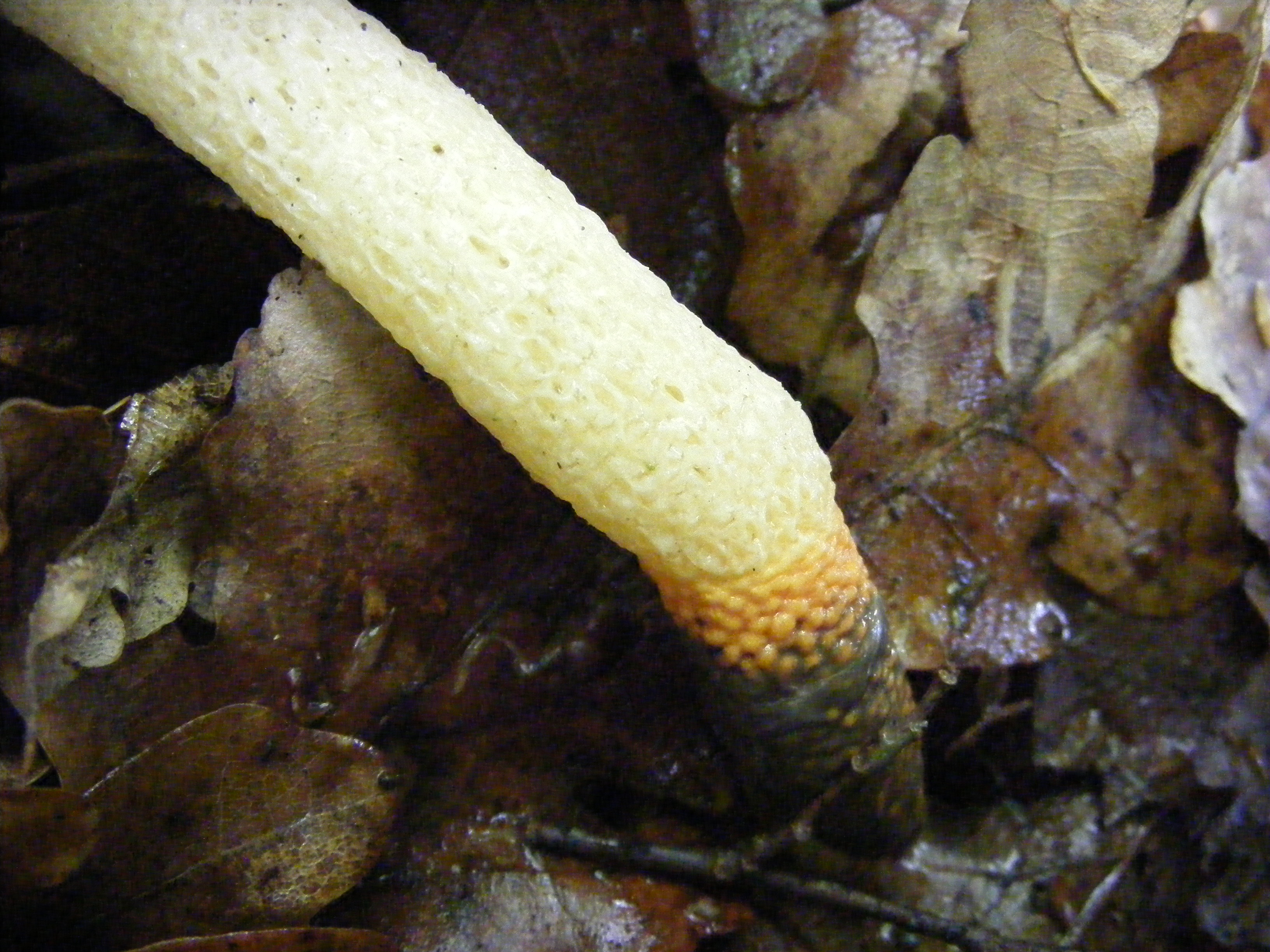
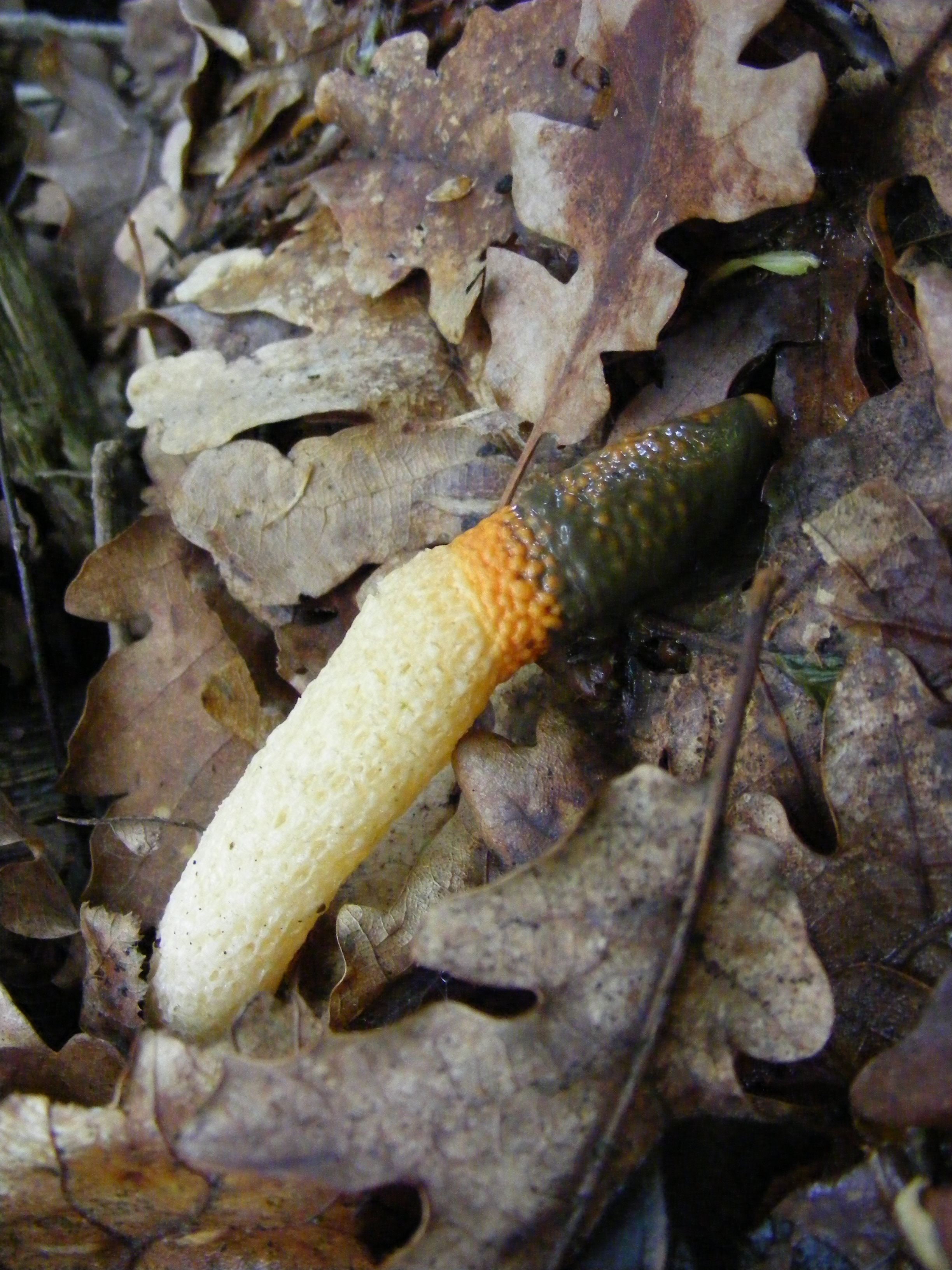
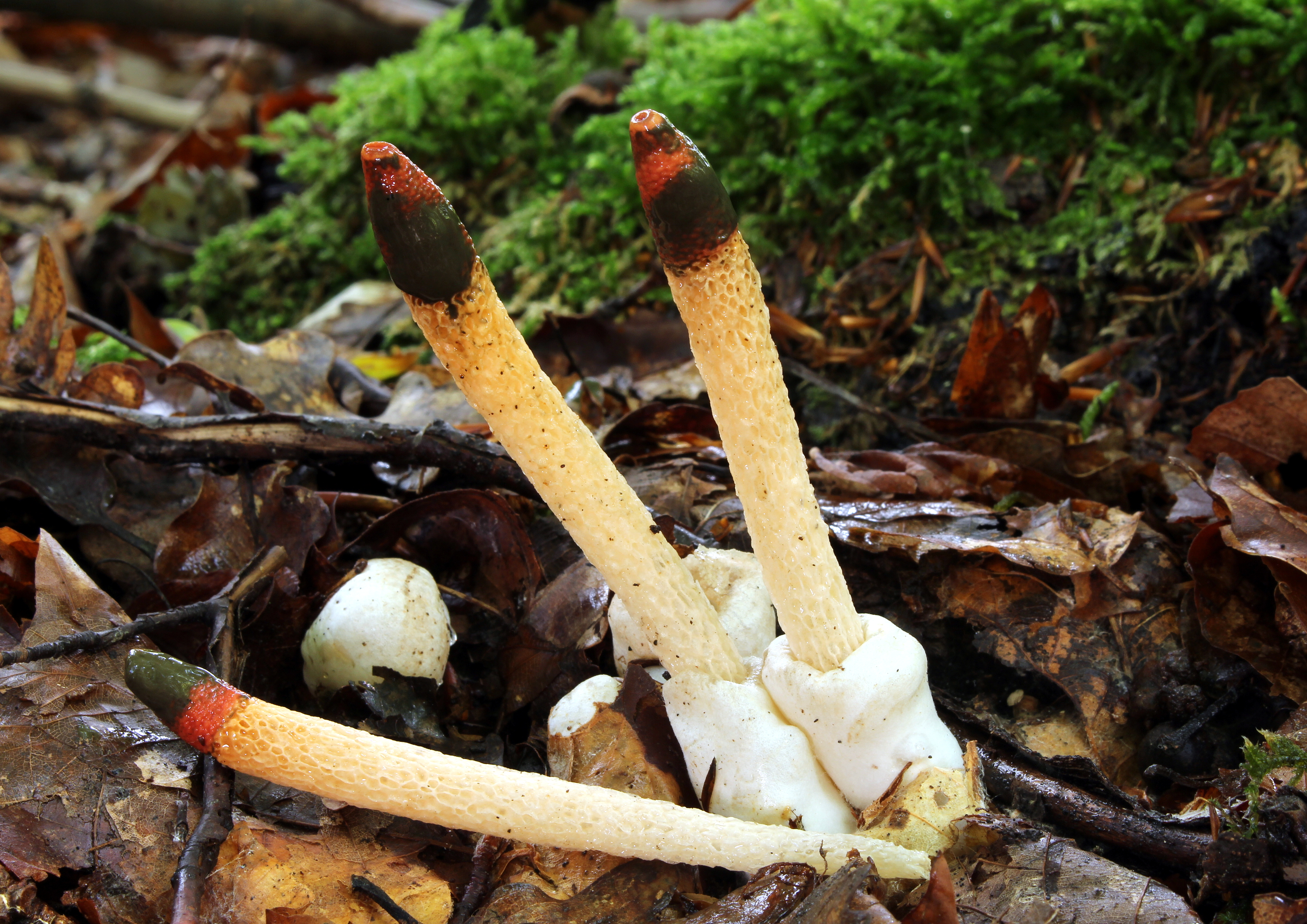
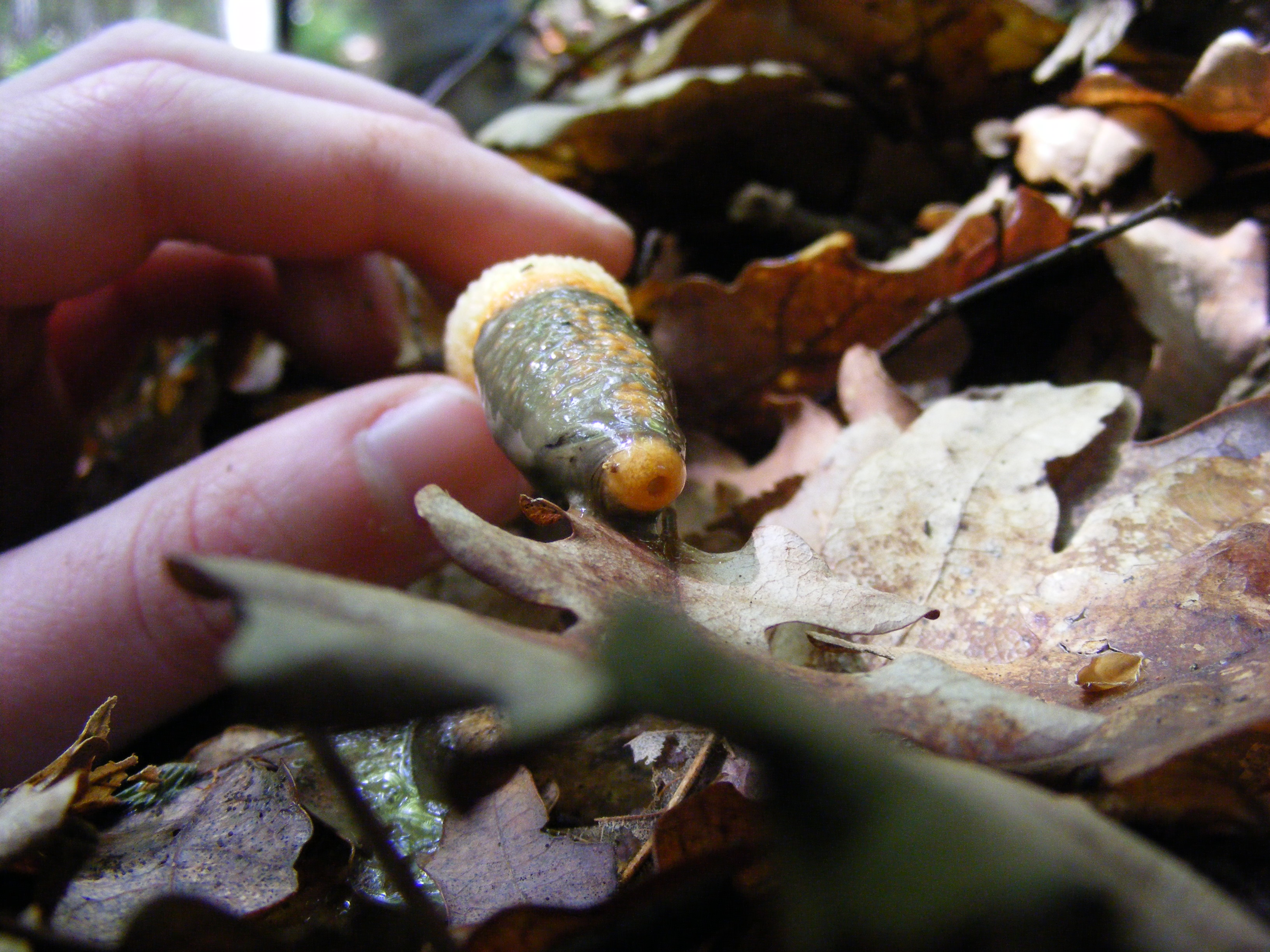
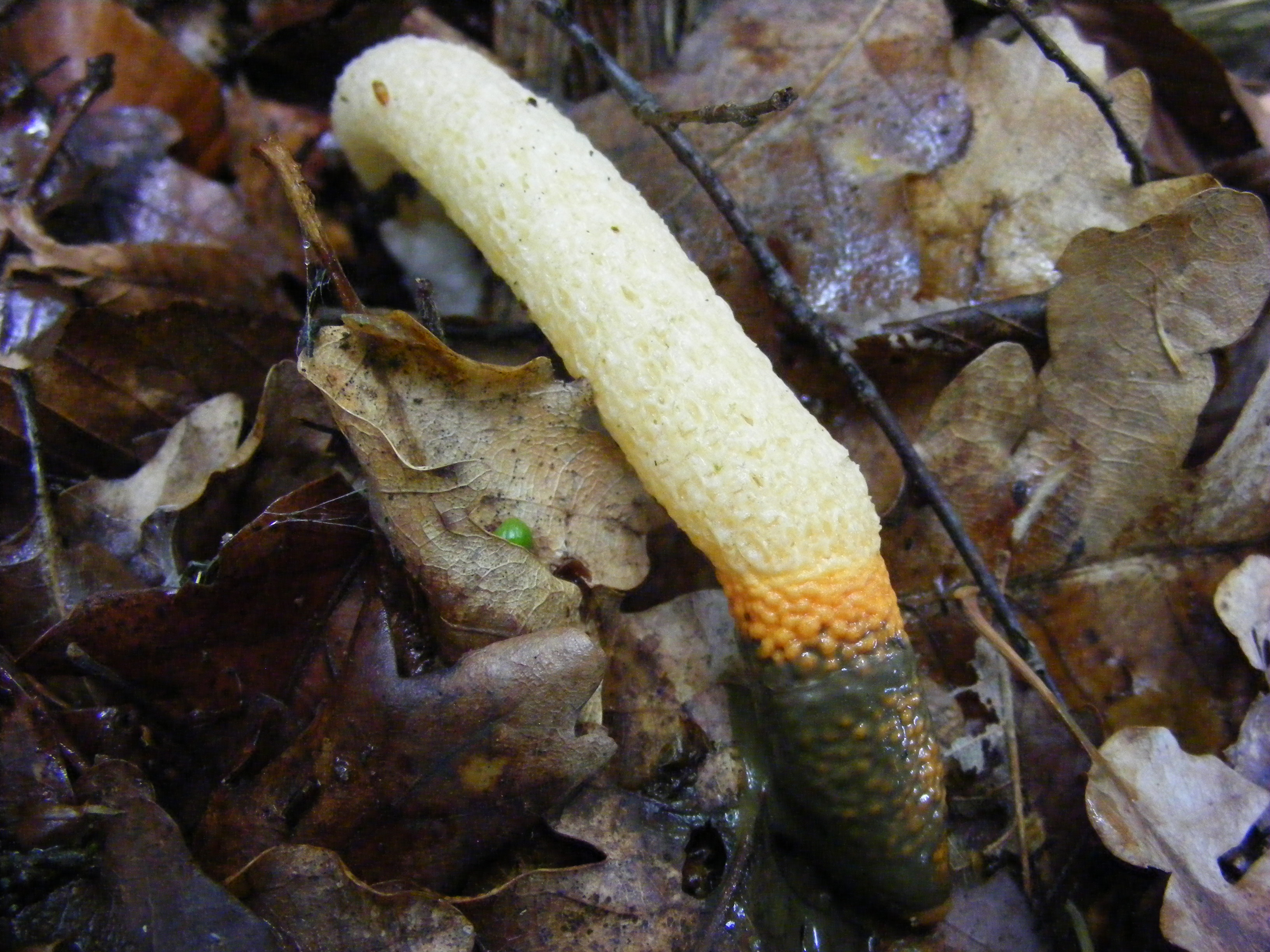
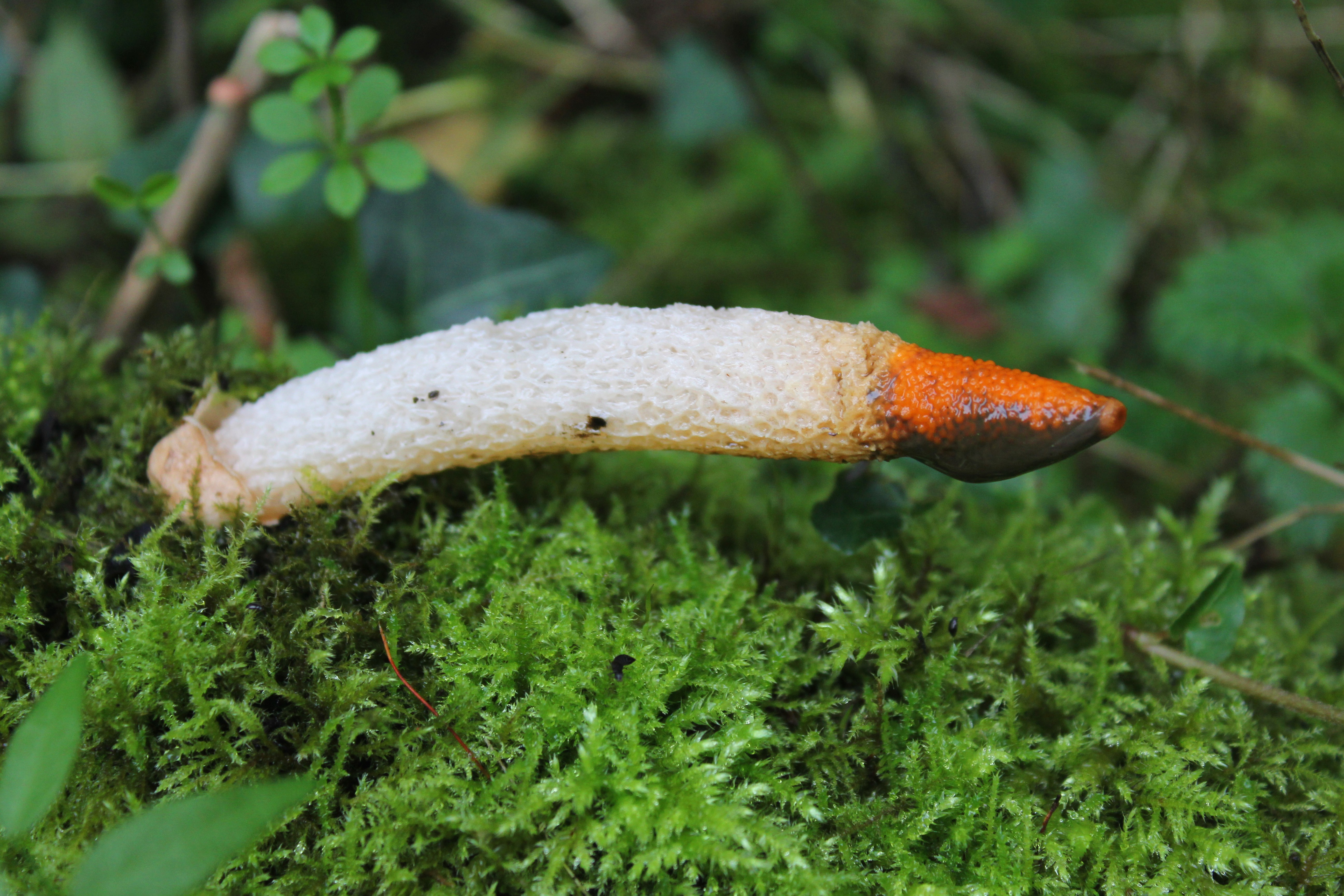
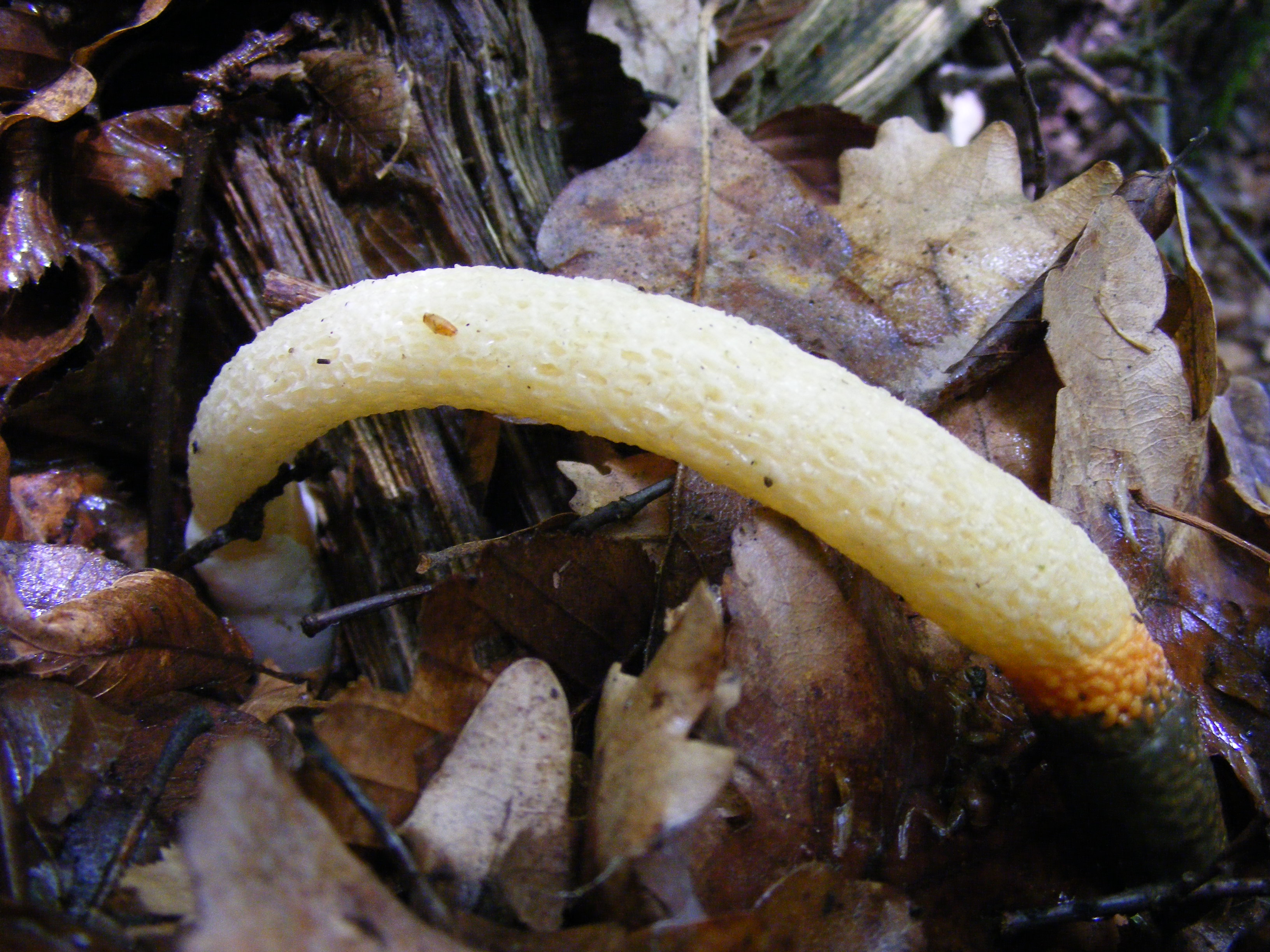